# Castetsia
Castetsia is een geslacht van rechtvleugeligen uit de familie doornsprinkhanen (Tetrigidae). De wetenschappelijke naam van dit geslacht is voor het eerst geldig gepubliceerd in 1902 door Ignacio Bolívar.

## Soorten
Het geslacht Castetsia  is monotypisch en omvat slechts de volgende soort:
- Castetsia dispar (Bolívar, 1902)